# 前320年代
| 千纪： | 前1千纪 |
| 世纪： | 前5世纪 \| 前4世纪 \| 前3世纪                                                                              |
| 年代： | 前350年代 \| 前340年代 \| 前330年代 \| 前320年代 \| 前310年代 \| 前300年代 \| 前290年代                    |
| 年份： | 前329年 \| 前328年 \| 前327年 \| 前326年 \| 前325年 \| 前324年 \| 前323年 \| 前322年 \| 前321年 \| 前320年 |

前320年代從前329年1月1日開始，於前320年12月31日結束。

## 大事记
- 公元前329年，楚威王商卒，子楚懷王槐嗣位。
- 公元前329年，宋公子偃起兵叛，宋剔成君奔齊，公子偃嗣位，是為宋康王。
- 公元前328年，秦任張儀相。
- 公元前327年，秦滅義渠國。
- 公元前327年，亞歷山大東攻抵印度河。
- 公元前326年，趙肅侯語卒，子趙武靈王雍嗣位。
- 公元前326年，亞歷山大渡印度河還师。
- 公元前325年，衛平侯卒，子衛嗣君嗣位。
- 公元前325年，秦惠王駟正式稱王。
- 公元前323年，韓、 燕二國同時宣佈稱王。
- 公元前323年，亞歷山大大帝去世。
- 公元前321年，周顯王扁卒，子周慎靚王定嗣位。
- 公元前321年，燕易王卒，子燕王噲嗣位。
- 公元前321年，齊相田嬰卒，子田文嗣位，是為孟嘗君。
- 公元前321年，旃陀羅笈多建立孔雀王朝。
- 公元前320年，孟軻見魏惠王，
- 公元前320年，齊威王因病卒，子齊宣王辟彊嗣位。

## 逝世
- 公元前322年，亞里士多德，希臘哲學家。